# Cristián Álvarez
Cristián Andrés Álvarez Valenzuela (* 20. Januar 1980 in Curicó) ist ein ehemaliger chilenischer Fußballspieler und jetziger -trainer. Der Abwehrspieler spielte 24-Mal für die Nationalmannschaft Chiles. Mit der U-23 Chiles gewann Álvarez die Bronzemedaille bei den Olympischen Spielen 2000.

## Karriere

### Vereinskarriere
In jungen Jahren war Cristián Álvarez mit seinem Zwillingsbruder Iván Marcelo bei der Escuela de Fútbol Municipal de Curicó, die von seinem Vater Luis Hernán gegründet wurde. Ab 1993 spielten die beiden Brüder, die bei einem Turnier in Curicó entdeckt wurden, bei Universidad Católica. 1997 debütierte Cristián Álvarez noch als 17-Jähriger für die Cruzados beim 4:0-Erfolg über CSD Colo-Colo. Allerdings wurde der Defensivspieler erst in den 2000ern Stammspieler des Klubs. Bis zu seinem Wechsel zu River Plate Mitte 2005 bestritt Álvarez 173 Ligaspiele, in denen er 24 Tore erzielte und eine tragende Säule bei der Meisterschaft der Apertura 2002 war.
Nach seiner Station bei River Plate kam Cristián Álvarez zurück zur Universidad Católica, wechselte aber nach nur einem halben Jahr zu Beitar Jerusalem nach Israel, bei denen sein früherer Mitspieler Milovan Mirosevic ebenfalls unter Vertrag stand. Mit Beitar gewann Álvarez einmal die Meisterschaft und zweimal den Pokal Israels. 2009 wurde er auf Wunsch des neuen Trainer Luis Fernando Tena an Chiapas FC nach Mexiko verliehen. 2001 wechselte Álvarez nach Peru zu Universitario de Deportes und kam noch im Juni desselben Jahres zurück zu seinem Jugendklub Universidad Católica. Mit dem Klub, dessen Kapitän er seit seiner Rückkehr war, gewann er drei weitere Meistertitel: Clausura 2015/16, Apertura 2016/17 und die erstmals im neuen Format ausgetragene Saison 2018. Ende 2018 beendete er seine Karriere.

### Nationalmannschaftskarriere
Bei der U-17-Fußball-Südamerikameisterschaft 1997 in Paraguay und der U-17-Fußball-Weltmeisterschaft 1997 in Ägypten spielte Cristián Álvarez für die U-17-Nationalmannschaft. Ebenso wurde er für die U-20-Fußball-Südamerikameisterschaft 1999 für Chile nominiert. Im Jahr 2000 konnte er sich mit der chilenischen Olympiaauswahl die Bronzemedaille bei den Olympischen Sommerspielen in Sydney sichern.
Für Chile debütierte Álvarez im Oktober 2000 bei der 0:1-Niederlage gegen Ecuador in der Qualifikation zur Fußball-Weltmeisterschaft 2002. Neben Freundschaftsspielen absolvierte Álvarez auch Qualifikationsspiele zu den Weltmeisterschaften 2006, für die sich Chile nicht qualifizieren konnte, und 2010, für die er nicht nominiert wurde. Der 4:0-Erfolg im Freundschaftsspiel gegen Costa Rica im Januar 2014 war sein letztes Länderspiel, nachdem er fünf Spielminuten vor Ende für Enzo Roco eingewechselt worden war. In seinen 24 Länderspielen erzielte Álvarez kein Tor.

### Trainerkarriere
Seit 2018 ist Cristián Álvarez in der Jugend von Universidad Católica als Trainer tätig.

## Erfolge
Universidad Católica
- Chilenischer Meister (5): 2002-A, 2005-C, 2015/16-C, 2016/17-A, 2018
- Chilenischer Pokalsieger
- Chilenischer Supercup-Sieger: 2016

Beitar Jerusalem
- Israelischer Meister: 2007/08
- Israelischer Pokalsieger (2): 2008, 2009

Chile
- Olympische Spiele 2000: Bronze

## Sonstiges
Sein Vater Luis Hernán wurde 1963 Torschützenkönig der Primera División und spielte mit der Nationalmannschaft beim Campeonato Sudamericano 1959. Sein Zwillingsbruder Iván Marcelo war ebenfalls Profifußballspieler.